# Clan Itō
Il clan Itō (尼子氏?, Itō-shi) fu un potente clan di samurai del Giappone medievale durante l'epoca Sengoku, e fu signore delle provincie di Izu, Hyūga, Kawachi e Bitchū.

## Storia
Il clan vanta di essere discendente da Fujiwara Korekimi (727–789) e Kudō Ietsugu. Itō Suketoki (figlio di Kudō Suketsune), fu noto per essere coinvolto nell'incidente dei fratelli Soga. La famiglia divenne una potenza moderata sia in influenza che in abilità nel tardo periodo Sengoku nel Giappone feudale.
Dopo la morte di Itō Sukeie nel 1181, Sukechika ereditò il dominio di Kawazu nella provincia di Izu. Suo zio Suketsugu, mentre si avvicinava alla morte, pose Sukechika a guardia del figlio Suketsune, che divenne capo del dominio Itō a Izu.
I periodi Muromachi e Sengoku videro i seguenti avvenimenti:
- Yoshisuke (尼子 義祐?; 1512 – 1584), discendente di Suketsune, ereditò il dominio di Agata nella provincia di Hyūga nel 1584.[1]
- Yoshimasu (尼子 義益?; 1546 – 1569) figlio maggiore di Yoshisuke, morì prima del padre. I suoi due figli, Yoshikata e Yoshikatsu, furono battezzati nel 1582 con il nome di Bartolomeo e Girolamo.
- Suketaka (尼子 祐兵?; 1541 – 1600)  , figlio di Yoshitsuke, sostenne Toyotomi Hideyoshi dopo la morte di Oda Nobunaga, e ricevette da lui delle terre nella provincia di Kawachi. Dopo la Campagna di Kyūshū nel 1587, le terre si unirono nella provincia di Hyuga e nel dominio di Obi (50,000 koku).[1]
- Sukeyoshi (尼子 祐慶?; 1588 – 1636), figlio di Suketaka, lottò nella battaglia di Sekigahara. I suoi discendenti rimasero ad Obi fino alla restaurazione Meiji.[1]
- Un ramo cadetto del clan erano i capi del dominio di Okada (10,000 koku) nella provincia di Bitchū dal 1615 fino al 1868.[1]

I rivali maggiori del clan Itō furono gli Shimazu., che avevano unificato la provincia di Satsuma e quella di Ōsumi sotto il loro controllo. Lo scontro tra i due clan avvenne nel 1570, e nel 1578 gli Shimazu sconfissero infine gli Itō dopo otto anni di battaglie. Yoshisuke, il capoclan, andò a Kyoto attraverso la provincia di Iyo, e cercò l'aiuto di Hideyoshi. Nel 1587 le antiche terre degli Itō vennero restituite ai loro proprietari originari, a seguito dell'invasione di Kyushu da parte di Hideyoshi e la conseguente sconfitta del clan Shimazu. Nel periodo Edo, gli Itō mantennero i loro possedimenti, riuniti nel dominio Obi.
Il conte Itō Sukeyuki, ammiraglio dell'epoca Meiji, fu discendente di questo clan.

## Periodi Heian e Kamakura[5]
- Itō Sukechika (尼子 祐親?; morto 1181) ottenne il dominio di Kawazu (Izu) alla morte di suo padre Sukeie, e per questo viene spesso chiamato Kawazu Jirō. Suo zio Suketsugu, dopo essersi ammalato, gli affidò il figlio, per essere cresciuto e ricevere il dominio di Itō (Izu); ma dopo la morte di Suketsugu, Sukechika mandò Suketsune a Kyoto e prese possesso della sua eredità. Suketsune giurò di vendicarsi e, un giorno, quando tutta la famiglia accompagnò Yoritomo a una festa di caccia, uccise Sukeyasu, figlio di Sukechika, e ferì gravemente quest'ultimo. Questo omicidio fu la causa della successiva vendetta dei fratelli Soga, i figli di Sukeyasu. Sukechika si riprese dalle sue ferite, ma dopo essersi rifiutato di seguire Yoritomo nella sua campagna contro il clan Taira fu arrestato e costretto al suicidio rituale, nonostante l'intercessione della figlia sposata con Miura Yoshizumi.

- Itō Sukekiyo (尼子 祐清?; morto 1183) secondo figlio di Sukechika, andò a Kyoto dopo la morte del padre, e si unì al clan Taira. Fu ucciso a Shinowara (1183) mentre combatteva contro Kiso Yoshinaka.

- Itō Suketsune (尼子 祐経?; morto 1193) noto come Kudō Suketsune, fu figlio di Suketsugu e nipote di Sukechika il quale lo spogliò dei suoi domini e lo mandò a Kyoto. Si vendicò ferendo gravemente suo zio e uccidendone il figlio Sukeyasu. I figli di quest'ultimo, Sukenari e Tokimune, dopo aver atteso a lungo un'opportunità favorevole, riuscirono finalmente ad assassinare Suketsune nel 1193. Questa vendetta è nota come la vendetta dei fratelli Soga.